# شمس‌آباد (استهبان)
شمس‌آباد (استهبان)، روستایی از" توابع" بخش رونیز شهرستان استهبان در استان فارس ایران است.

## جمعیت
این روستا در دهستان رونیز قرار دارد و براساس سرشماری مرکز آمار ایران در سال ۱۳۸۵، جمعیت آن ۴۳۰ نفر (۹۱خانوار) بوده‌است.بزرگترین رشته کوه استان فارس بنام خرمنکوه در این روستا قرار دارد و تعداد سه رشته قنات نیز در کوه های این روستا می باشد که از سرچشمه ی اصلی خود در روستای شمس آباد بسمت روستا های پایین دست نظیر رونیز سفلی نیز سرازیر می‌شود،بخاطر دارا بودن آب مناسب در این روستا،سطح زیر کشت مناسبی موجود است که حاصل زمین های مسطح و پهناور این روستا ی زیبا نظیر گندم،ذرت،جو،پنبه،زعفران و سیفی جات مختلف و همچنین باغ های زیتون،انار،پسته،انجیر و....به استان فارس و سایر نقاط کشور بارگیری می‌شود